# Hard Sensation
Pour plus de détails, voir Fiche technique et Distribution.
Hard Sensation est un film italien réalisé par Joe D'Amato, sorti en 1980.

## Synopsis
Deux jeunes filles de bonne famille, chaperonnées par leur professeur Susan, s'embarquent à destination des plages blanches d'une île des caraïbes. 
Arrivées sur l'île, les jeunes femmes délaissent rapidement les joies du farniente pour des jeux plus sensuels. Trois malfaiteurs évadés font soudainement irruption dans la villa. Ils prennent les jeunes femmes en otage après s'être débarrassé des deux marins qui les accompagnaient.  
Clyde, le « bon » du groupe, essaye de refréner les ardeurs de Bobo, le chef de bande, particulièrement sensible au charme de Susan et bien décidé à profiter de la situation. En guise de punition, Clyde est contraint par ses co-évadés d'avoir une relation sexuelle avec Corinne. Il est ensuite abattu en essayant d'aider les filles à s'évader. Mais celles-ci ont pu s'emparer d'une arme et parviennent finalement à tuer leurs bourreaux.

## Histoire du film
Le film, tourné en République dominicaine, appartient à la période dite « érotico-exotique » (« periodo erotico-esotico ») du réalisateur avec Sesso nero, Papaya dei Caraibi, Orgasmo nero, La Nuit fantastique des morts-vivants, Porno Holocaust, Porno Esotic Love et Paradiso blu.
Hard Sensation est au croisement de plusieurs sous-genre du cinéma d'exploitation comme la sexploitation, l'horreur et le Rape and revenge
Les séquences hardcore ne sont pas nombreuses ; elles ont été tournées par Mark Shannon, Annj Goren et Lucía Ramírez. Comme dans les autres films erotico-esotico dans lesquels ils jouent, Dirce Funari et George Eastman n'apparaissent que dans des scènes soft.

## Fiche technique
- Titre : Hard Sensation
- Réalisation : Joe D'Amato
- Scénario : Tom Salina (George Eastman)
- Photographie : Aristide Massaccesi (Joe D'Amato)
- Montage : Ornella Micheli
- Son : Silvio Gaia
- Maquillage et effets spéciaux : Massimo Camiletti
- Scénographe : Silvio Gaia
- Musique : Alessandro Alessandroni
- Réalisateur assistant : Donatella Donati
- Producteurs : Aristide Massaccesi (Joe D'Amato), Tom Salina (George Eastman)
- Société de production : Kristal Film
- Pays d'origine :  Italie
- Lieu de tournage :  République dominicaine
- Format : Couleurs - Son mono
- Genre : Thriller - pornographie
- Durée : 90 minutes
- Dates de sortie : 
  -  Italie : 1980

## Distribution
- George Eastman : Clyde
- Dirce Funari : Corinne Jacquard
- Mark Shannon : Bobo, le chef des évadés
- Lucía Ramírez : Susan
- Annj Goren: Mme. Perez